# Акатово (Рузский городской округ)
Акатово — деревня в Рузском районе Московской области, входит в состав сельского поселения Ивановское. Население — 8 чел. (2010). До 2006 года Акатово входило в состав Ивановского сельского округа.
Деревня расположена на западе района, примерно в 12 километрах к северо-западу от Рузы, на северном берегу Рузского водохранилища, высота центра над уровнем моря 191 м. На севере к Акатово примыкает деревня Овсяники, в 200 м на юго-восток — Демидково.

## Население
| 2002 | 2006 | 2010 |
| ---- | ---- | ---- |
| 10   | ↘8   | →8   |